# Clouds (EP)
Clouds je studiové EP italské progressive rockové skupiny Nosound. Vydáno bylo v roce 2007.
Materiál na desce Clouds pochází ze studiových sessions k připravovanému druhému albu Nosound, které vyšlo v roce 2008 pod názvem Lightdark. Skladba „Cold Afterall“ patří mezi první, která pro Lightdark vznikla, píseň „Like the Elephant?“ je pro Nosound netypická skladba s rockovými riffy a naopak poslední, titulní a nejdelší skladba „Clouds“ je ambientní instrumentální syntezátorová coda.
V roce 2008 byly skladby z EP Clouds vydány na druhém, bonusovém disku rozšířené edice alba Lightdark. Později bylo EP zpřístupněno vydavatelstvím Burning Shed i ke stažení z internetu.

## Seznam skladeb
Všechny skladby napsal(i) Giancarlo Erra. 
| Pořadí         | Název              | Délka |
| -------------- | ------------------ | ----- |
| 1.             | Cold Afterall      | 6:18  |
| 2.             | Like the Elephant? | 5:40  |
| 3.             | Clouds             | 10:34 |
| Celková délka: | Celková délka:     | 22:32 |

## Obsazení
- Nosound
  - Giancarlo Erra – zpěv, kytary, klávesy
  - Paolo Martelacci – klávesy, zpěv
  - Paolo Vigliarolo – akustické a elektrické kytary
  - Alessandro Luci – baskytara
  - Gigi Zito – bicí, zpěv
  - Gabriele Savini – akustické kytary (skladba „Cold Afterall“)